# Charles-Adolphe Wurtz
Adolphe Wurtz (Wolfisheim (bij Straatsburg), 26 november 1817 – Parijs, 12 mei 1884) was een Franse scheikundige.
Wurtz ontwikkelde mede de atoomtheorie, en ontdekte de amines en glycol. Zijn student Jacobus van 't Hoff won de allereerste Nobelprijs voor de Scheikunde. In 1881 kreeg hij de Copley Medal. Hij is een van de 72 Fransen wier namen in reliëf op de Eiffeltoren zijn aangebracht.